# M&T Bank Stadium
O M&T Bank Stadium é um estádio localizado em Baltimore, no estado de Maryland, Estados Unidos. É a casa do time de futebol americano da Baltimore Ravens da NFL desde sua inauguração. Possui atualmente capacidade para 71.008 espectadores.
Inaugurado em 1998 em substituição ao Memorial Stadium, fica ao lado do Oriole Park at Camden Yards, estádio de baseball do Baltimore Orioles.
Já foi chamado de PSINet Stadium (entre 1998 e 2002, um contrato de Naming rights com um provedor de acesso à Internet que faliu no final de 2001) e Ravens Stadium (entre 2002 e 2003). O atual nome, também um contrato de Naming rights vem de um grande Banco no nordeste norte-americano.

## Galeria
- Vista aérea
- Vista interna